# Bahattin
Bahattin ist ein türkischer männlicher Vorname arabischer Herkunft mit der Bedeutung „die Pracht der Religion“.

## Namensträger

### Osmanische Zeit
- Bahattin Şakir (1874–1922), osmanischer Mediziner und Politiker

### Vorname
- Bahattin Demircan (* 1956), türkischer Fußballspieler und -trainer
- Bahattin Duran (* 1975), türkischer Fußballschiedsrichterassistent
- Bahattin Gemici (* 1954), in Deutschland lebender türkischer Lehrer und Schriftsteller
- Bahattin Köse (* 1990), türkisch-deutscher Fußballspieler
- Bahattin Özbek (Bruce Özbek; * 1964), deutscher Boxer und Kickboxer kurdischer Abstammung
- Bahattin Saykaloğlu (* 1964), türkischer Fußballspieler
- Bahattin Sofuoğlu (Rennfahrer, 1978) (1978–2002), türkischer Motorradrennfahrer
- Bahattin Sofuoğlu (Rennfahrer, 2003) (* 2003), türkischer Motorradrennfahrer